# Tapinoma litorale
Tapinoma litorale é uma espécie de formiga do gênero Tapinoma.